# Vitus Rubianto Solichin
Vitus Rubianto Solichin SX (Semarang, Indonésia, 15 de novembro de 1968) é um clérigo religioso indonésio e bispo católico romano de Padang.
Vitus Rubianto Solichin ingressou na Ordem Missionária Xaveriana depois de frequentar o seminário masculino em Mertoyudan. Ele estudou na Faculdade de Filosofia Driyarkara em Jacarta e na Pontifícia Faculdade Teológica Wedabhakti em Yogyakarta. Fez a profissão perpétua em 18 de março de 1996 e recebeu o sacramento da ordenação em 7 de julho de 1997 do Bispo de Padang, Martinus Dogma Situmorang OFMCap.[1]
De 1997 a 2001 estudou no Pontifício Instituto Bíblico de Roma e obteve a licenciatura. Em seguida, lecionou no Driyarkara College of Philosophy e no seminário da Diocese de Bandung até 2007. De 2007 a 2012 estudou novamente em Roma, formando-se em teologia bíblica na Pontifícia Universidade Gregoriana. A partir de 2013 foi novamente professor da Faculdade de Filosofia Driyarkara e foi responsável pelos assuntos acadêmicos como seu vice-chefe. Foi membro da equipe de formação e do Conselho Provincial da sua comunidade religiosa para a Indonésia. Desde 2015 é reitor do escolasticado filosófico em Jacarta e desde 2018 presidente da Associação Indonésia de Estudiosos Bíblicos.
Em 3 de julho de 2021, o Papa Francisco nomeou-o Bispo de Padang. O Núncio Apostólico na Indonésia, Dom Piero Pioppo, ordenou-o bispo em 7 de outubro do mesmo ano na Catedral de Padang. Os co-consagradores foram o Arcebispo de Medan, Kornelius Sipayung OFMCap, e o Bispo de Pangkal-Pinang, Adrianus Sunarko OFM.